# مضر بدران
مضر بدران (عربی: مضر بدران؛ زادهٔ ۱۸ ژانویهٔ ۱۹۳۴ – درگذشتهٔ ۲۲ آوریل ۲۰۲۳) سیاستمدار اهل اردن بود.
مضر بدران در ۲۲ آوریل ۲۰۲۳، در سن ۸۹ سالگی درگذشت.